# G.Kalkancı, Refahiye
Merkez Kalkancı là một xã thuộc huyện Refahiye, tỉnh Erzincan, Thổ Nhĩ Kỳ. Dân số thời điểm năm 2010 là 80 người.